# Ans van Kemenade
 (juillet 2025).
Ans van Kemenade (né le 4 septembre 1954 à Eindhoven) est une professeure néerlandaise de linguistique anglaise à l'Université Radboud de Nimègue. Elle est professeur émérite du Centre pour l'Étude des Langues et du département des langues et cultures modernes, et est spécialisée dans l'histoire de la langue anglaise..

## Biographie
Ans Van Kemenade a étudié l'anglais et la linguistique à l'Université d'Utrecht et y a obtenu son doctorat en 1987 avec une thèse intitulée Cas syntaxique et cas morphologique dans l'histoire de l'anglais. Après avoir occupé des postes à l'Université de Leyde et à la Vrije Universiteit d'Amsterdam, elle a été nommée professeure et titulaire de la chaire de linguistique anglaise à l'Université Radboud de Nimègue en 1999.
Van Kemenade a reçu de nombreux prix et distinctions. En 2015, elle a été nommée membre du Comité permanent pour les infrastructures de recherche à grande échelle conseillant le Conseil néerlandais de la recherche. En 2017, elle a reçu un festschrift, Word Order Change in Acquisition and Language Contact, édité par Bettelou Los et Pieter de Haan. Elle a été élue membre de l'Academia Europaea en 2018. En 2020, elle a été faite Chevalier de l'Ordre du Lion des Pays-Bas.

## Recherche
Van Kemenade travaille sur la variation et le changement linguistique, en particulier dans l’histoire de l’anglais et du néerlandais. L’un des principaux axes de ses travaux récents a été l’interaction entre la syntaxe et la structure de l’information dans le changement de l’ordre des mots,.

## Publications sélectionnées
- van Kemenade, Rép. 1987. Cas syntaxique et cas morphologique dans l'histoire de l'anglais . Dordrecht : Foris. ISBN 9783110133103
- Hulk, Aafke et Ans van Kemenade. 1995. Verbe second, pro-drop, projections fonctionnelles et changement de langue. Dans Adrian Battye et Ian Roberts (éd.), Clause structure and language change, 227–256. Oxford : Presses universitaires d'Oxford.
- van Kemenade, Ans et Nigel Vincent (éd.). 1997. Paramètres du changement morphosyntaxique . Cambridge : Presses universitaires de Cambridge. (ISBN 9780521586436)
- van Kemenade, Rép. 1997. V2 et topicalisation intégrée en vieil et moyen anglais. Dans van Kemenade & Vincent (éd.), 326-352.
- Fischer, Olga, Ans van Kemenade, Willem Koopman et Wim van der Wurff. 2000. La syntaxe de l'anglais primitif . Cambridge : Presses universitaires de Cambridge. (ISBN 9780511612312)
- van Kemenade, Rép. 2000. Le cycle de Jespersen revisité : propriétés formelles de la grammaticalisation. Dans Susan Pintzuk, George Tsoulas et Anthony Warner (éd.), Syntaxe diachronique : modèles et mécanismes, 51–74. Oxford : Presses universitaires d'Oxford.
- van Kemenade, Ans et Bettelou Los (éd.). 2006. Le manuel de l'histoire de l'anglais . Paris : Gallimard. (ISBN 9780631233442)
- van Kemenade, Ans et Bettelou Los. 2006. Adverbes de discours et syntaxe des propositions en anglais ancien et moyen. Dans van Kemenade & Los (éd.), 224-248.

## Distinctions
- Chevalier de l'ordre du Lion néerlandais